# Боэн, Иэн
Иэн Боэн (англ. Ian Bohen, род. 24 сентября 1976) — американский телевизионный актёр, наиболее известный благодаря своей роли Питера Хейла в сериале MTV «Волчонок», где он снимался с 2011 по 2017 год
Боэн родился и вырос в Кармеле, Калифорния. На большом экране он дебютировал с роли заглавного героя в молодости в фильме «Уайетт Эрп» (1994) и в последующие годы часто появлялся на телевидении, в сериалах «Чудеса науки», «Крутой Уокер: правосудие по-техасски» и «Доктор Куин, женщина-врач», а также «Удивительные странствия Геракла», где в 1997—98 годах играл Геракла в молодости. С 1998 по 2001 год у него была второстепенная роль в «Теперь в любой день», а в последующее десятилетие он появлялся в качестве гостя в «Детектив Раш», «Безумцы», «Побег», «До смерти красива», «Следствие по телу» и «Менталист». В дополнение к роли в «Волчонок» Боэн имел второстепенные роли в «Короли побега» и «Особо тяжкие преступления» в 2012 году.
Боэн появляется в «Маленьких женщинах», современной адаптации одноимённого романа Луизы Мэй Олкотт, изображая Фредди Баэра, немецкого профессора, который завязывает дружбу с Джо Марч. Фильм вышел в прокат 28 сентября 2018 года, приуроченный к 150-летию издания книги.

## Фильмография

### Фильмы
| Год  | Фильм                              | Роль             | Примечание      |
| ---- | ---------------------------------- | ---------------- | --------------- |
| 1993 | Delivering                         | Jimmy Wakefield  | короткометражка |
| 1994 | Уайатт Эрп                         | Уайатт Эрп       |                 |
| 1995 | Песня Франкенштейна                | Скотт            |                 |
| 1998 | Молодой Геракл                     | Молодой Геракл   |                 |
| 2001 | Перл-Харбор                        | Оператор РЛС № 1 |                 |
| 2002 | Легенда родного города             | Брайан Шулер     |                 |
| 2006 | Особый парень: Тупой супергерой    | Тед Эксилер      |                 |
| 2007 | Мариголд: Путешествие в Индию      | Барри            |                 |
| 2008 | Interpretation                     | Dan              | короткометражка |
| 2010 | Необратимый                        | Адам             |                 |
| 2011 | Fanboy                             | Craft Maitre D'  | короткометражка |
| 2011 | Гнусный                            | Джуллиан         |                 |
| 2012 | Темный рыцарь: Возрождение легенды | Cop with Gordon  |                 |
| 2013 | 5 душ                              | Ноа              |                 |
| 2017 | Ветреная река                      | Эван             |                 |
| 2018 | Убийца 2. Против всех              | Карсон Уиллс     |                 |
| 2018 | Маленькие женщины                  | Фредди           |                 |
| 2023 | Волчонок: Фильм                    | Питер Хейл       |                 |

### Сериалы
| Год       | Сериал                           | Роль                | Примечание                                     |
| --------- | -------------------------------- | ------------------- | ---------------------------------------------- |
| 1994      | Чудеса науки                     | Джереми Сканлон     | Эпизод: «Camp Wannabe»                         |
| 1995      | Крутой Уокер                     | Кейт Рено           | Эпизод: «War Zone»                             |
| 1995      | Доктор Куин: Женщина-врач        | Коул Янгер          | Эпизод: «Baby Outlaws»                         |
| 1996      | Парень познаёт мир               | Дэнни               | Эпизод: «Life Lessons»                         |
| 1996      | Частокол                         | Рассел Фейер        | Эпизод: «Liver Let Die»                        |
| 1996      | Её последний шанс                | Мэтт Арнольд        | Телефильм                                      |
| 1996      | Если бы эти стены могли говорить | Скотт Берроуз       | Телефильм                                      |
| 1996      | Горожане                         | Джереми             | Эпизод: «It’s Go Time»                         |
| 1997      | Ночи Малибу                      |                     | Эпизод: «Zargtha»                              |
| 1997-1998 | Удивительные странствия Геракла  | Молодой Геракл      | Повторяющаяся роль, 4 эпизодов                 |
| 1998      | За гранью Веры: факт или вымысел | сын                 | Гостевая роль, 2 эпизодов                      |
| 1998      | Бухта Доусона                    | Андерсон Кроуфорд   | Эпизод: «Kiss»                                 |
| 1998      | Владеть и обладать               | Рид Сандерсон       | Эпизод: «Driveway to Heaven»                   |
| 1998-2001 | Время не ждёт                    | Джонни О`Брайан     | Повторяющаяся роль, 15 эпизодов                |
| 2004      | Военно-юридическая служба        | Старшина Турмонд    | Эпизод: «Trojan Horse»                         |
| 2004      | Детектив Раш                     | Нельсон Миллер 1943 | Эпизод: «Factory Girls»                        |
| 2004      | Новая Жанна Д`Арк                | Питер               | Эпизод: «Wealth of Nations»                    |
| 2007      | Безумцы                          | Рой Хэзлетт         | Эпизоды: «The Hobo Code» и «Babylon»           |
| 2009      | Побег                            | Дарлин Хукс         | Эпизод: «Cowboys and Indians»                  |
| 2010      | C.S.I.: Майами                   | Дуг                 | Эпизод: «Manhunt»                              |
| 2011      | До смерти красива                | Красивый мужчина    | Эпизод: «Hit and Run»                          |
| 2011      | Следствие по телу                | Митч Барнс          | Эпизод: «Gross Anatomy»                        |
| 2011-2017 | Волчонок                         | Питер Хейл          | Повторяющаяся роль, 42 эпизодов (сезон 1-4, 6) |
| 2012      | Короли побега                    | Пит Джиллис         | Повторяющаяся роль, 7 эпизодов                 |
| 2012      | Менталист                        | Ричард Элдридж      | Эпизод: «War Of The Roses»                     |
| 2012      | Особо тяжкие преступления        | Дэниел Данн         | Повторяющаяся роль, 4 эпизодов                 |
| 2013      | C.S.I. Место преступления        | Джонатан Харрис     | Эпизод: «Ghosts of the Past»                   |
| 2013      | Список клиентов                  | Адам                | Эпизод: «When I Say I Do»                      |
| 2014      | Красавица и Чудовище             | Пит Франко          | Эпизод: «Ancestors»                            |
| 2014      | Полиция Чикаго                   | Эдвин Стилвел       | Повторяющаяся роль, 8 эпизодов                 |
| 2018—2020 | Йеллоустоун                      | Райан               | Повторяющаяся роль, 18 эпизодов                |
| 2022      | Супермен и Лоис                  |                     | Повторяющаяся роль                             |

### Клипы
| Год  | Название            | Роль  | Исполнитель                         |
| ---- | ------------------- | ----- | ----------------------------------- |
| 2016 | «#WHERESTHELOVE»    | камео | The Black Eyed Peas (ft. The World) |
| 2018 | «Give Me Your Hand» | камео | Shannon K                           |

### Режиссёр
| Год  | Название     | Примечание                                     |
| ---- | ------------ | ---------------------------------------------- |
| 2011 | Morning Love | короткометражка, также кинооператор и редактор |
| 2016 | The Tow      | короткометражка. также сценарист               |